# Drácano
Drácano (en griego, Δράκανον) es el nombre de una antigua ciudad griega de la isla de Icaria. 
Se identifica con el lugar de origen de los termeos (Θερμαῖοι), que formaron parte de la liga de Delos puesto que aparecen en los registros de tributos a Atenas entre los años 454/3 y 429/8 a. C.
Estrabón la menciona como uno de los pueblos de la isla de Icaria, junto con Énoe, y señala que estaba situada en un promontorio de su mismo nombre.
Se localiza en la parte sureste de la isla.